# أزرق كهربائي
الأزرق الكهربائي (بالإنجليزية: Electric blue)‏ هو أحد تدرجات اللون الأزرق السماوي. هذا اللون هو تمثيل للون البرق أو الشرارة الكهربائية المتولد من غاز الآرغون (بما في ذلك جزء صغير من الزئبق) من توهج الهواء المتأين من الشحنات الكهربائية. 
وكان أول استخدام مسجل للون الأزرق الكهربائي كاسم لون في اللغة الإنجليزية في عام 1845. وكان اللون الأزرق الكهربائي المتوسط رائجاً في تسعينيات القرن التاسع عشر.

## في الطبيعة
هناك عدد من الحيوانات ذات لون أزرق كهربائي منها:

### القشريات
جراد البحر الأزرق الكهربائي هو نوع من جراد البحر في المياه العذبة يستوطن في ولاية فلوريدا.

### الزواحف
تم اكتشاف الوزغ الأزرق الكهربائي أول مرة من قبل عالم الأحياء وليام في 1950s.